# Ben 10: Omniverse
Ben 10: Omniverse è una serie animata statunitense, sequel di Ben 10: Ultimate Alien e quarta incarnazione del franchise Ben 10, trasmessa negli Stati Uniti d'America da Cartoon Network dal 22 settembre 2012. In Italia, viene trasmesso su Cartoon Network dal 3 dicembre 2012. Il primo episodio viene trasmesso il 23 settembre in anteprima su Boing.

## Produzione
Man of Action (il gruppo composto da Duncan Rouleau, Joe Casey, Joe Kelly e Steven T. Seagle) creò il franchise confermando tutte e quattro le stagioni, includendo anche Ben 10: Omniverse. La serie è stata annunciata nel Cartoon Network Meeting nel 2011. È un omaggio alla prima serie originale di Ben 10, disegnata da Derrick J. Wyatt, e fu presentata nel maggio 2012 al UK Toy Fair.
Il trailer venne pubblicato dopo la "Settimana Ben 10" (19 marzo 2012 - 24 marzo 2012), seguito da un'anteprima della serie il 1º agosto.

## Trama
La serie ricalca la storia dell'ormai sedicenneBen Tennyson, portatore dell'Omnitrix, che, nella sua versione definitiva, gli consente di trasformarsi in tutti i 60 alieni presenti nel suo database. La storia si articola intorno ad otto archi narrativi corrispondenti alle otto stagioni di cui è composta la serie. 

### Prima stagione:Un nuovo inizio
Cinque anni prima. Un Ben di 11 anni, che ha ormai preso familiarità con l’Omnitrix, sta combattendo contro Malware, un Metamorph Galvanico (della razza di Plusultra) difettato, che riesce a sconfiggere grazie ad un alieno nuovo e molto forte, Mangiaenergia, ignaro che l’alieno sia comunque riuscito ad assorbire parte della tecnologia dell’orologio. Malware si reca così da uno scienziato folle, il Dr. Psycho, il quale progetta di costruire un dispositivo simile all’Omnitrix.
Presente. Dopo che Gwen e Kevin hanno lasciato Bellwood in seguito all’ammissione di Gwen in un college prestigioso, Ben, alcuni mesi dopo la disfatta di Dagon e di Vilgax, si ritrova a svolgere per la prima volta il suo lavoro di Risolutore da solo, almeno fino a quando Nonno Max non gli assegna un nuovo compagno, Rook Blonko, dal pianeta Revonnah. In compagnia di Rook, Ben scopre ed esplora Undertown, il gigantesco quartiere alieno che brulica nei sotterranei di Bellwood e che è popolato da alieni di ogni specie, oltre che da criminali in cui il duo spesso si imbatte. Mentre cerca di adattare il proprio modo di “lavorare” con quello di Rook, preparatissimo a livello teorico e rispettoso delle regole, ma ancora inesperto sulla Terra e dall’umorismo difficile, Ben si rende conto che qualcuno gli sta dando la caccia, date le numerose apparizioni di alieni predatori che lo attaccano e che scompaiono al suono di un inconfondibile ed assordante fischio. A sua insaputa, infatti, un cacciatore alieno, di nome Khyber, sta cercando in tutti i modi di catturarlo e per farlo utilizza un dispositivo simile all’Omnitrix, il Nemetrix, che consente al suo fidato mastino alieno di tramutarsi nei predatori naturali di alcuni degli alieni di Ben, in grado di inibire le capacità dei suoi alieni e contro le quali essi non possono nulla. Dopo aver studiato un piano con Rook, Ben progetta di farsi catturare dal nuovo nemico mentre il socio localizza la posizione della nave di Khyber. Ben scopre così che in realtà Khyber sta lavorando per Malware, ancora vivo, e il Dr. Psycho, un Cerebrocrostaceo rivale di Azmuth, che ha creato il Nemetrix ma che necessita del DNA delle forme aliene di Ben per stabilizzare la sua creazione. Dopo aver affrontato le forme aliene dei predatori nascoste nel Nemetrix, Ben e Rook fuggono mentre la navicella di Khyber impatta la superficie, esplodendo. Khyber, ancora vivo, viene raggiunto così dal Dr. Psycho e da Malware, pronto a mettere in atto la sua vendetta.

### Seconda stagione:La vendetta di Malware
Dopo essere scampato alle grinfie di Khyber il cacciatore, Ben riprende le sue disavventure in compagnia di Rook, che vanno dalla visita sul pianeta natio del nuovo compagno, dove Ben e Rook aiutano i Revonnahiani a combattere i muroidi che minacciano le loro conserve di cibo, al piano di vendetta organizzato da Billy Billions, un ex compagno di scuola di Ben rimasto intrappolato nella sua forma pre-adolescenziale, ossessionato e invidioso delle continue gesta eroiche di Ben. Il duo è anche raggiunto da Gwen e Kevin, tornati a Bellwood per una visita veloce, con i quali Ben affronta Looma, la principessa Tetramand, che è stata promessa sposa a Kevin e dalla quale quest'ultimo si sta nascondendo. Ben vince il duello con la principessa diventando però a sua volta il suo nuovo pretendente: il matrimonio è successivamente annullato dopo che Looma risulta sconfitta in un duello contro Julie Yamamoto, tornata in città, con la quale Ben decide di interrompere la sua relazione storica, a causa delle poche attenzioni che prestava alla ragazza. 
Nel frattempo, il Dr. Psycho, per velocizzare il processo di stabilizzazione del Nemetrix, che comincia a dare i primi segni di cedimento, decide di agire in prima persona e di sottrarre un elemento regolatore dall'Omnitrix, permettendo così al mastino di Khyber di potersi trasformare senza aver bisogno del fischio del padrone. Khyber attacca così Ben alla fiera di Bellwood dove il ragazzo deve vedersela con il predatore dei Necrofriggian, la razza di Gelone, che Ben aveva già incontrato da piccolo (ed esattamente in quell'occasione Khyber aveva acquisito il DNA dell'alieno, rinchiuso nella base dei risolutori sita all'interno del Monte Rushmore) e che ha la capacità di ipnotizzare la sua preda per poi divorarla. Ben capisce però che quello di Khyber altro non è che un tentativo di tenerlo occupato mentre Malware assorbe alcuni dei dati conservati nella memoria all'interno del mezzo di Rook, per cui tenta di contrastare l'alieno (dopo aver scoperto che è ancora vivo) ma è poi costretto a lasciarlo fuggire. Il trio torna però all'attacco quando il Dr. Psycho, rancoroso nei confronti di Azmuth al quale vuole dimostrare la superiorità intellettiva dei Cerebrocrostacei, lo attacca servendosi di Omnivorace, il predatore naturale dei Galvan, ma il creatore dell'Omnitrix teletrasporta sul suo pianeta Ben e Rook. Mentre Ben affronta nuovamente alcuni dei predatori dei suoi alieni, Azmuth riesce a fabbricare un fischio ornamentale per prendere il controllo sul mastino di Khyber ed inserire all'interno del Nemetrix il codice genetico di Topiovra, cioè il predatore naturale dei Cerebrocrostacei. Il Dr. Psycho viene così arrestato mentre Khyber fugge con il Nemetrix. Quando le cose sembrano essere risolte, tuttavia, Malware causa la distruzione di Galvan B, la luna del pianeta Galvan Prime e pianeta dei Metamorph Galvanici, scatenando così una pioggia di meteore su Galvan, di cui si appresta ad assorbire il nucleo per diventare un pianeta vivente. Azmuth, Ben e Rook, raggiunti da Nonno Max, Gwen, Kevin e i galvaniani Blukic e Driba studiano però un piano per combattere e sconfiggere Malware una volta per tutte: Blukic e Driba si occupano di bloccare l'accesso al nucleo del pianeta, Azmuth, con l'aiuto di Gwen e Rook, ricostruisce l'elica dei Metamorph Galvanici atrofizzati da Malware, Kevin stringe amicizia con il mastino di Khyber mentre Ben tiene occupato l'alieno, dal quale viene però sconfitto e assorbito. All'interno di Malware, Ben rivive il dolore che provò da bambino nell'aver perso la forma aliena di Mangiaenergia, il suo alieno preferito in assoluto che però utilizzava troppo spesso tanto da trascurare le altre forme aliene che si sarebbero rivelate più utili, che Malware riuscì ad estrapolare dall'Omnitrix e a distruggere completamente. A questo punto, Ben "si perdona" per essere stato troppo testardo da bambino e recupera la forma aliena di Mangiaenergia con la quale riesce a sconfiggere Malware e ad atrofizzarlo. La squadra lascia così il pianeta mentre assiste alla rigenerazione di Galvan B da parte dei Metamorph Galvanici. 

### Terza stagione:L'invasione degli Incursiani
In seguito alla disfatta di Malware e alla salvezza di Galvan Prime, Ben si ritrova invischiato nei piani bellicosi dell'Impero Incursiano, capeggiato dal dispotico imperatore Millevous e dalla sua spietata figlia Attea. Dopo essersi trasformato in Vomito, Ben avverte infatti il richiamo della sua razza aliena, i Gourmand (si scopre tra l'altro che esistono due specie di Gourmand e che entrambe sono possedute da Ben, la prima acquisita durante la serie Ben 10 e la seconda quando il ragazzo sblocca nuovamente l'alieno durante gli eventi di Ben 10 - Forza Aliena), che sono alle prese con una guerra contro gli Incursiani che hanno invaso il loro pianeta e rapito la loro regina. Ben e Rook riescono a salvare la sovrana Gourmand, ma, dopo essersi imbattuti in Attea, a capo della flotta Incursiana, la principessa studia un piano per assumere il potere. Ben la incontra nuovamente durante il trasferimento di Vilgax dalla prigione Incarcecon, che accoglie i peggiori criminali della galassia: Millevous infatti ha incaricato la figlia di rapire e annientare Vilgax, in modo tale da garantire la completa invasione del suo pianeta, Vilgaxia, ma la giovane fallisce, nonostante l'aiuto di SixSix, SevenSeven e EightEight, mentre Vilgax riesce a fuggire ancora una volta. Successivamente, gli Incursiani, con l'aiuto del Dr. Psycho, sbarcano anche sul pianeta natale di Rook, Revonnah, con l'intenzione di estrapolare dall'Ambra Ogia, il frutto alla base della vita dei Revonnahiani, un siero per il controllo mentale. Su Revonnah, Ben, Rook e il fratellino di quest'ultimo scoprono però che i Revonnahiani sono stati già soggiogati dal siero prodotto dal Dr. Psycho: Ben riesce a distruggere la macchina e a salvare gli abitanti del pianeta, il Dr. Psycho fugge con Attea che è riuscita a recuperare un po' del siero prima che esso andasse completamente perso. L'Impero Incursiano si appresta quindi ad invadere la Terra e, mentre i Risolutori sono impegnati nell'attuare i mezzi di difesa planetari, a Ben viene incaricato di tranquillizzare la popolazione, sconvolta dalla presenza degli alieni al di sotto di Bellwood. L'intervento di Ben però incontra qualche ostacolo quando il ragazzo attiva accidentalmente il controllo casuale dell'Omnitrix che rende instabili le sue trasformazioni, causando innumerevoli incidenti nella città. Nel frattempo, Attea e la sua flotta riescono a sfondare lo scudo di protezione terrestre ed invadono il pianeta, instaurando un feroce inseguimento contro Ben mentre, nello spazio, Max e i Risolutori affrontano Millevous e le sue navi da guerra. Dopo aver seminato Attea, che si è infiltrata nel quartier generale dei Risolutori in compagnia del Dr. Psycho, Ben e Rook raggiungono lo spazio e penetrano all'interno della nave di Millevous. Grazie all'intervento dei Risolutori, però, i colpi delle navi da guerra incursiane vengono dirottati sulla nave madre e Millevous è costretto alla resa. Una volta scesi sulla Terra, però, i Risolutori sono colti alla sprovvista da Attea e dalle sue navi, oltre che dal piano congegnato con il Dr. Psycho: le navi da guerra incursiane trasportano infatti dei To'kustar (razza aliena di Gigante) mutati e feroci che, sotto il controllo mentale del siero progettato dal Dr. Psycho, si apprestano a devastare la Terra se Ben non accetterà di lasciare il pianeta. Costretto alla resa, Ben accetta l'accordo e viene catapultato nello spazio profondo all'interno di una navicella mentre gli Incursiani invadono definitivamente la Terra.
Un mese dopo, gli ultimi combattenti della resistenza all'armata Incursiana, tra cui Rook, Gwen, Kevin, Blukic e Argit, studiano un piano per introdursi nel quartier generale di Millevous e mettere fuori gioco il Dr. Psycho, che esercita ancora il controllo mentale sui To'kustar mutanti. Sfortunatamente, Argit, avendo in precedenza stretto un patto con Attea, conduce il gruppo a un'imboscata tesa dalla principessa, la quale mette fuori gioco lo stesso Argit. A sua volta, però, Attea viene tradita da uno dei suoi sottoposti, Bullfrag, più alto e prestante rispetto agli altri, che aiuta la squadra a fuggire. Dopo aver ottenuto la fiducia degli altri, Bullfrag riesce ad introdurli all'interno del quartier generale dei Risolutori dove Max e Driba sono tenuti prigionieri. Il gruppo si rende conto che Bullfrag è Ben trasformato in Incursiano (in realtà l'avevano capito tutti tranne Kevin): egli, dopo essere stato sparato nello spazio, è riuscito a liberarsi, grazie ad una manetta allentata, ed è stato raggiunto da Azmuth che gli ha inserito un codice di blocco per il DNA Incursiano all'interno dell'Omnitrix, così che potesse infiltrarsi all'interno delle file nemiche. Attea sorprende il gruppo ma attratta inspiegabilmente da Bullfrag viene messa fuori gioco da Gwen. A questo punto, mentre Ben tiene occupato Millevous, il gruppo riesce a ridestare i To'kustar mutanti dal controllo del Dr. Psycho, e provvede a teletrasportarli nella dimensione del Vuoto Totale. Millevous viene catturato e Attea, liberatasi, annuncia che il suo obiettivo è stato finalmente raggiunto: è stata lei infatti a manomettere la navicella di Ben, conscia che il ragazzo in un modo o nell'altro si sarebbe liberato, in modo tale che egli sconfiggesse suo padre così che lei potesse salire al trono al suo posto, dato che assumere il potere è sempre stato il suo vero obiettivo. In cambio di tener imprigionato il padre, Attea decide di ritirare tutte le truppe dalla Terra e di riparare i danni causati dagli Incursiani, prima di abbandonare il pianeta e diventare la nuova sovrana dell'Impero Incursiano.  

### Quarta stagione:Duello dei duplicati
Ora che la Terra è salva dalla minaccia Incursiana, Ben deve però vedersela con un suo storico rivale: Albedo, il malvagio Galvan intrappolato nella forma umana di Ben. Dopo essersi alleato con Khyber il Cacciatore, Albedo riesce ad evadere dalla sua cella all'interno del quartier generale dei Risolutori ed opera una sostituzione con Ben, rinchiuso al suo posto, per recuperare lo stabilizzatore che gli permetterà di riassumere la sua forma originale. Dopo aver ingannato Rook, Albedo riesce a stabilizzare il suo Omnitrix ma, desideroso di vendetta per essere stato imprigionato, inserisce all'interno del dispositivo un cristallo che gli consente di trasformarsi nelle forme "Ultra" di tutti gli alieni, a differenza di Ben, tra cui Ultra Omosauro, Ultra Scimparagno e Ultra Eco Eco. Ben riesce a sconfiggerlo ma Albedo viene salvato dal suo misterioso complice, Khyber, che desidera ancora cacciare la sua preda preferita, ovvero Ben. 
In seguito ad una serie di peripezie affrontate dai nostri, tra cui un colloquio di pace portato avanti da Ben in veste di Planetario ma minacciato da una delle due parti coinvolte, il ritorno dei Cavalieri Immortali che, in accordo con il giornalista Will Harangue, che detesta Ben, stanno progettando una macchina per tramutare tutti gli alieni presenti sulla Terra in esseri umani, ma il cui complotto viene sventato da Jimmy Jones, il tradimento di Phil, ex risolutore socio di Max, che ora ha assunto le sembianze di un mostro che acquisisce energia elettrica, una talpa tra i Risolutori (che si scopre essere Gorvan) che rifornisce Sifone di alcune tecnologie degli stessi e che porta Gwen a sospettare di Lucy, la cugina Poltiglia appena arruolatasi nell'ordine, ed un regolamento di conti tra Kevin, Argit e il loro ex socio OTTO (che gli aveva abbandonati nel Vuoto Totale) sul pianeta Khoros, dove Ben si trasforma per la prima volta dopo tanto tempo in Plusultra, la trama torna a concentrarsi sul piano orchestrato da Khyber e Albedo. 
Quest'ultimo, infatti, conduce Ben in una trappola che lo teletrasporta sul pianeta artificiale di Khyber dove il cacciatore rilascia tutte le creature che preda. Qui, dopo aver associato il Nemetrix ad un nuovo animale da compagnia, un Panunciano predatore della specie di Idem, Khyber sfida Ben ad una battuta di caccia. Dopo essere sopravvissuto, nei panni di Idem, ad una strenua caccia da parte del predatore naturale dell'alieno, Ben fugge, nelle sembianze di Astro Volante, ma scopre che il cielo è finto, poiché non si trova su un reale pianeta, e raggiunge ai piani alti Albedo, che adesso ha assunto le fattezze di un Ultra Galvan. Dopo un breve scontro con l'alieno, e durante il quale Ben riesce a disattivare la cortina invisibile che avvolge la struttura, permettendo così a Max e Rook di rintracciarlo, Ben riesce a sottometterlo, ma il Galvan rivela il suo vero piano: sottrarre l'intelletto smisurato di Azmuth attraverso un vortice cerebrale. Dopo aver prosciugato l'intelligenza di Azmuth, Ben, Max e Rook riescono però a fuggire dalla struttura planetaria con il cervello del Galvan (nella fuga Albedo mostra per la prima volta la forma Ultra di Arctiguana), che è diventato molto più stupido, e ad approdare sulla Terra, dove vengono raggiunti da Gwen e Kevin. Albedo, trasformatosi in Ultra Planetario, riesce a rientrare in possesso del cervello di Azmuth e si appresta ad acquisire il suo intelletto mentre Khyber tiene occupata la squadra. Mentre gioca con l'Omnitrix, Azmuth trasforma accidentalmente Ben in Polvere Fastidiosa (uno degli alieni apparsi nell'episodio Evasione ed apparentemente inutile) che però cela un potere molto vantaggioso, riuscendo ad addormentare Khyber e a controllare il suo sogno per farsi svelare dove sia diretto Albedo, ovvero al laboratorio della Billions Tower. La squadra giunge però in ritardo poiché Albedo ha già assorbito tutta l'intelligenza di Azmuth, ma essa si rivela talmente smisurata da portare l'alieno alla follia. Ben, sempre grazie ad Azmuth, riesce a trasformarsi in Costruttore e ad allungarsi per disattivare la macchina e ricondensare l'intelletto di Azmuth. A questo punto Ben si prepara ad affrontare Albedo una volta per tutte e, per merito di Azmuth, si trasforma in un nuovo alieno, Atomix, in grado di manipolare gli atomi e dare vita a potentissime esplosioni nucleari. Albedo viene così sconfitto ed arrestato ma Azmuth, tornato intelligente, lo blocca, questa volta, nella forma umana di Ben undicenne, mentre Khyber, invece, riesce nuovamente a fuggire con il Nemetrix.   

### Quinta stagione:Galassia dei mostri
In seguito alla sconfitta di Albedo, Ben riprende le sue avventure in una stagione dall'atmosfera gotica e grottesca, dedicata ai suoi nemici più macabri e al ritorno dei suoi alieni più "mostruosi" (anche la sigla viene modificata ed assume un tono più dark). Dopo aver affrontato nuovamente la sua fobia dei clown lottando contro Zombozo e i mostri del circo, Ben raggiunge l'università di Gwen per una visita alla cugina dove riutilizza, dopo tanti anni, la forma aliena di Pelle d'oca, grazie alla quale riesce a sconfiggere Darkstar, che, escluso da Legerdomain da Incantatrice, ha ordito un piano diabolico per aprire un varco verso la dimensione magica e riassorbire il potere del Mana attraverso Gwen. Ben ignora però che il portale sia rimasto aperto e abbia permesso a Pelle d'oca, imprigionato precedentemente nella dimensione, di fuggire. 
In seguito ad altri scontri, in cui Ben recupera la forma aliena di Blitzwolfer (precedentemente noto come Benwolf) e sblocca quella di un nuovo alieno, che soprannomina Pancia Marcia, il ragazzo si reca in compagnia di Rook, Rad Beccotosto e Hubble nel Sistema Anur, un complesso planetario abitato da alieni simili a mostri, che la squadra deve necessariamente attraversare per trasportare il corpo pietrificato del Dr. Viktor in una nuova base dei Risolutori (nell'episodio Re Viktor della serie Ben 10: Ultimate Alien, Ben era infatti riuscito a pietrificare il corpo del Dr. Viktor entro cui si era innestato Xarion, il re di Zarcovia). In seguito ad alcuni malfunzionamenti alla nave di Rad, la squadra è però costretta ad approdare sul pianeta Anur Transyl e recuperare il pezzo necessario per riparare il motore, ma Ben deve vedersela con l'ostilità della popolazione locale che lo giudica un "mostro" e lo ripudia da qualsiasi contatto con loro. Mentre Hubble, Rook e Rad vengono progressivamente rapiti da una mummia di nome Kufulu, Ben si rende conto di essere caduto in una trappola di Pelle d'oca, il cui vero nome è Zs'Skayr (che ha assunto una fisionomia simile a quella del Sinistro Mietitore), il quale, dopo aver rinvenuto il corpo pietrificato di Viktor, ha studiato un piano per riportarlo sul suo pianeta natale ed assumere il comando come nuovo Lord Transyl. Durante il combattimento contro il suo storico rivale e i suoi sottoposti, Ben costringe l'alieno alla fuga dopo essersi trasformato in Fondiraggio, la cui forma naturale, emettendo energia luminosa, minaccia la vita di Zs'Skayr, ma la squadra è costretta a prolungare il proprio soggiorno su Anur Transyl dopo che Ben distrugge il pezzo necessario alla riparazione della nave. Nel frattempo, Zs'Skayr si stabilisce nel proprio maniero ma viene raggiunto da Incantatrice, la quale desidera riappropriarsi dell'Alpha Runa che Zs'Skayr ha rubato prima di abbandonare Legerdomain. La giovane strega, che parla stranamente con la sua borsetta, si allea così con Ben, in preda ad un attacco di acne a causa della progressiva trasformazione di Fango Fiammante in una nuova forma, per poi tradirlo dopo aver riacquisito il talismano magico. Rispedita a Legerdomain per mezzo di un incantesimo pronunciato da Rook, la strega rivela di aver intrappolato Addwaitya all'interno della sua borsetta sotto forma di runa (era proprio con lui che parlava), progettando segretamente di vendicarsi di Ben. Successivamente, mentre la squadra si appresta a lasciare Anur Transyl, l'Omnitrix rileva la presenza di un nuovo DNA alieno sul pianeta, poiché Zs'Skayr ha pianificato la resurrezione di Lord Transyl, appartenente alla razza estinta dei Vladat, con il quale vorrebbe assumere il controllo dell'universo, nonostante l'opposizione del Dr. Viktor, ostile ai Vladat che hanno sterminato la sua specie. In seguito ad un battibecco con Rad, il quale ce l'aveva con Ben per aver distrutto il pezzo di ricambio con il quale avrebbero dovuto lasciare il pianeta, Ben viene scaraventato nuovamente su Anur Transyl dove scopre che i suoi abitanti sono stati manipolati da Lord Transyl, il quale è in grado di emettere dei piccoli esseri, simili a pipistrelli, che soggiogano la mante ed obbligano chiunque a svolgere gli ordini del pseudo-vampiro. Ben, acquisito il DNA di Lord Transyl, si trasforma così in Vampiro, una nuova forma aliena, e riesce a schiavizzare i sottoposti di Zs'Skayr mentre Rad e Rook cadono sotto il controllo del Vladat. Ben dirige quindi un'imboscata al maniero di Zs'Skayr dove riesce ad avere la meglio sui suoi nemici grazie al tradimento di Viktor che ammette di detestare più i Vladat che lo stesso Ben. Il ragazzo si trasforma così in Atomix con il quale genera una sfera di energia molto luminosa che, apparentemente, distrugge Zs'Skayr e costringe Lord Transyl alla resa, dato che anche la sua specie è ostile all'esposizione alla luce. La squadra abbandona così il pianeta mentre Lord Transyl, rinchiuso in una bara, viene rilasciato da Viktor nello spazio profondo, costretto ad essere illuminato dalla luce solare. 
In seguito agli eventi avvenuti nel Sistema Anur, Ben si trova coinvolto in una guerra multiversale: Eon, incaricato da Vilgax, ha reclutato i Ben provenienti da altre dimensioni con i quali si appresta a distruggere un Ben che non ha mai indossato l'orologio. Vilgax vuole infatti eliminare il Ben di tale dimensione perché egli rappresenta un'incognita, non avendo vissuto la stessa vita da eroe delle sue varianti, ma il ragazzo viene aiutato dal Professor Paradox e da alcuni Ben "buoni", come Ben 10.000, Ben 23, Gwen 10 e il Ben protagonista della serie, che per comodità viene ribattezzato Ben Prime. Mentre i Ben "buoni" combattono contro quelli "malvagi", Vilgax svela ad Eon che in realtà il suo piano è quello di cancellare tutte le altre dimensioni, e quindi tutti i Ben e lo stesso Eon (che appartiene alla dimensione di Ben Prime), ad eccezione di quella del Ben senza Omnitrix, che non rappresenta una minaccia. Il piano apparentemente riesce ma Ben Prime, prima di dissolversi, dona l'Omnitrix al Ben della dimensione corrente. Vilgax si prepara così a distruggerlo ma Ben viene salvato dal Professor Paradox, il quale lo informa che l'unico modo per sconfiggere Vilgax ed evitare la disgregazione del multiverso è resettare la linea temporale originale, facendo in modo che il Ben di 10 anni riesca ad entrare in possesso dell'Omnitrix (questo viaggio nel tempo spiega quindi perché l'Omnitrix fosse destinato ad essere posseduto da Ben e perché la navicella fosse stata dirottata verso di lui quando aveva 10 anni). Fatto questo, anche il piano di Vilgax è stato resettato di conseguenza, per cui Ben e Paradox si recano nelle varie dimensioni per reclutare i Ben "buoni" apparsi precedentemente. Durante l'incontro con Ben 10.000, Ben scopre che Raggiotempo è in grado di sfruttare una particolare curvatura dello spazio-tempo per ripristinare per alterare il decorso del tempo. Si ritorna così al punto di partenza: dopo che Vilgax ha sterminato i Ben di tutte le dimensioni, il Ben senza Omnitrix viene catapultato nuovamente nella sua dimensione ed utilizza Raggiotempo per azzerare il processo di cancellazione delle dimensioni e riportare in vita tutti i Ben per poi trasportare quelli "malvagi" nelle rispettive dimensioni. Ben riconsegna l'Omnitrix a Ben Prime e scopre che Nonno Max è un Risolutore, dopo che questi cattura Vilgax, mentre i Ben "buoni" tornano ciascuno nella propria dimensione.

### Sesta stagione:I cattivi Rooters
La stagione comincia con diverse peripezie tra cui il ritorno di Attea e Looma, che si contendono le forme aliene di Bullfrag e 2x2 come spasimanti, una squadra di ex-nemici di Ben (tra cui Kangaroo Kommando, Capitano Nemesi e Billy Billions) che vogliono vendicarsi del ragazzo, un collezionista patito di Ben 10 che vuole appropriarsi della Terra dopo aver stretto un patto con Simian, il quale a sua volta gira un reality show sulle gesta di Ben ed un misterioso alleato, Spanner, che appare stranamente in assenza di Jimmy. in seguito Ben deve affrontare un processo intergalattico dopo essere stato accusato dai Celestialsapien di aver utilizzato illegalmente la forma aliena di Alienix per alterare l'universo (Ben aveva infatti utilizzato Alienix per salvare l'universo nell'episodio della prima stagione Arrivederci e grazie per tutti i frappé in seguito all'attivazione dell'Annihilargh, l'arma di distruzione dell'universo, e aveva ricreato, dopo l'approvazione di Belicus e Serina, una copia esatta dell'universo, ad eccezione dei gusti dei frappé di Mr. Smoothy). Ben si ritrova così a farsi difendere da Chazmuth, un avvocato intergalattico Galvan, ma il verdetto lo definisce colpevole dell'accusa mossa. Credendo che l'universo verrà nuovamente distrutto, Ben si fa convincere da Chazmuth ad appellarsi al diritto per il combattimento Tetramand, per cui potrà essere spogliato delle sue accuse se vincerà il combattimento contro l’avversario selezionato dai Celestialsapien. Ben ingaggia così uno straordinario scontro contro il Guerriero Galattico e riesce a vincere, dopo essersi trasformato in Alienix e aver ottenuto da Bellicus e Serena l’autorizzazione per utilizzare finalmente l’alieno in combattimento. Ben viene così dichiarato innocente mentre Bellicus e Serena sono condannati a risarcire l’universo per aver acconsentito che Ben usasse i poteri di Alienix.   
La trama principale della stagione si snoda però intorno ai Rooters, una squadra speciale di Risolutori, attiva principalmente nel Vuoto Totale, comandata dallo spietato Proctor Servantis, un ibrido umano-Cerebrocrostaceo, e composta da altri tre ibridi tra cui Phil, Swift e Leander. Servantis vuole rintracciare Kevin per motivi ignoti e riportarlo nel Vuoto Totale ma Ben cerca di ostacolarlo avvertendo l’amico Kevin prima che i Rooters lo rintraccino, potendo Servantis leggere nella mente. Nell’inseguimento che ne deriva, a seguito del contatto con Servantis, Kevin svela a Ben di ricordare finalmente il periodo trascorso nel Vuoto Totale e che, dopo essere fuggito di prigione, egli fu accolto proprio da Servantis il quale aveva ottenuto dai Risolutori la possibilità di condurre degli esperimenti sugli alieni reclusi all’interno della dimensione. È così che viene rivelato che Kevin non ha poteri alieni poiché il pianeta Osmos IV non esiste, ma è stato Servantis ad indurlo a pensare che fosse così (anche Maxwell riconosce di non avere mai avuto un partner di nome Devin Levin: ciò contraddice almeno in parte il racconto della sua morte per mano di Ragnarok, la presenza della fotografia di Kevin bambino con il padre e quanto sia la madre sia il patrigno di Kevin sanno di Devin): Kevin è invece un umano con un corredo genetico particolarmente raro (è stato Servantis a coniare il nome "osmosiano"), che conferisce poteri speciali, come assorbire materia ed energia nel caso di Kevin. Servantis, scoperte le incredibili capacità di Kevin, lo utilizzò per i suoi scopi (cioè rendere ibridi sia lui che i Rooters) e per creare una serie di esseri ibridi, tra cui Helen, Manny, Pierce e Alan al fine di combattere una presunta “Tempesta Imminente” (lo stesso Argit era recluso all’interno della base dei Rooters e fu in questo modo che conobbe Kevin: il suo DNA fu usato su Pierce ed è per questo motivo che, durante Ben 10 - Forza Aliena, Helen lo definisce suo “fratello”, in quanto anche su di lei era stato impiantato il DNA di un Kineceleran, così come Manny è per metà Tetramand e Alan per metà Pyronite; tutti si conoscevano già da piccoli, ma non hanno ricordi di quanto successo perché è stato Servantis ad estorcere dalle loro menti tali ricordi). Alla fine, Kevin viene catturato dai Rooters ma grazie all’intervento di Ben, Rook e Max, il ragazzo riesce a fuggire nel bel mezzo della lotta, per cui Servantis non è più in grado di rintracciarlo dato che nessuno sa dove sia andato. Kevin comincia segretamente a rintracciare i restanti membri della squadra e scrive un messaggio in codice a Gwen affinché lei trovi Manny ed Helen mentre lui è diretto da Alan, venendo però attaccato da Swift, la quale informa Servantis che il ragazzo sta ricomponendo la squadra che lui aveva creato. Successivamente, si reca da solo nel Vuoto Totale per avere un confronto con i Rooters, ma Gwen e Ben riescono a convincere tutti (compreso Argit) a raggiungere Kevin, ignari che il piano di Servantis sia proprio quello di riunire la squadra per fermare la “Tempesta Imminente”, sbloccando i ricordi di Alan, Helen e Manny, i quali si rivoltando inaspettatamente contro Ben. Mentre infuria la lotta tra i Rooters e Ben, trasformato in Alienix, Servantis dialoga in privato con Kevin, rivelando che la “Tempesta Imminente” da combattere è proprio Ben: agli occhi di Servantis, Ben, dopo aver trovato l’Omnitrix, rappresentava un pericolo essendo l’orologio un dispositivo difficile da controllare, per cui Servantis aveva messo a punto una squadra di esseri ibridi, guidati proprio da Kevin stesso, con l’obiettivo di ucciderlo. Kevin non si capacita di essere stato “addestrato” per uccidere Ben, che considera ormai come un fratello, ma Servantis riesce a fargli ricordare che tutti i suoi problemi sono sempre stati dovuti a Ben e all’Omnitrix. Kevin si rivolta così contro Ben, ma quest’ultimo riesce a fuggire insieme a Gwen, Rook ed Argit, che racconta ai tre ragazzi la vera storia dei Rooters e di come abbia fatto a fuggire dal Vuoto Totale grazie a Kevin. Ben, trasformato in Pancia Marcia, riesce a creare un gas che attiri i To’kustar mutanti che erano stati rinchiusi precedentemente nel Vuoto Totale verso la base dei Rooters ma ha uno scontro con Kevin, il quale assorbe nuovamente i poteri dell’Omnitrix, trasformandosi in un essere mostruoso al pari delle esperienze passate. Dopo aver catturato Ben, Servantis si appresta a distruggere il ragazzo e l’Omnitrix all’interno di una cabina apposita ma Kevin lo ferma, rivelando di non aver mai cambiato schieramento e di essere rimasto sempre fedele a Ben. Distrugge così il dispositivo per il controllo mentale che Servantis utilizzava per manipolare la mente e con i poteri alieni presi a Ben libera Alan, Manny e Helen dalla loro schiavitù, per poi tornare nella sua forma umana autonomamente, dimostrando di aver imparato a non impazzire dopo aver acquisito i poteri dell’Omnitrix e di saper tornare normale senza l’aiuto di nessuno. I Rooters vengono definitivamente arrestati e il loro progetto cancellato dai Risolutori, e per questo condannati a rimanere confinati nel Vuoto Totale in compagnia degli alieni che avevano sfruttato per i loro esperimenti.   

## Episodi
La serie è composta in totale da 80 episodi divisi in 8 stagioni, contenenti 10 episodi ciascuna. A differenza delle serie precedenti, ogni stagione presenta un titolo a sé che chiarisce gli eventi che verranno sviluppati nella stagione di riferimento, andando così a suddividere la storia in otto archi narrativi.
| Stagione         | Titolo                       | Episodi | Prima TV USA | Prima TV Italia |
| ---------------- | ---------------------------- | ------- | ------------ | --------------- |
| Prima stagione   | Un nuovo inizio              | 10      | 2012         | 2012            |
| Seconda stagione | La vendetta di Malware       | 10      | 2012-2013    | 2012-2013       |
| Terza stagione   | L'invasione degli Incursiani | 10      | 2013         | 2013            |
| Quarta stagione  | Duello dei duplicati         | 10      | 2013         | 2014            |
| Quinta stagione  | Galassia dei mostri          | 10      | 2014         | 2014            |
| Sesta stagione   | I cattivi Rooters            | 10      | 2014         | 2015            |
| Settima stagione | L’incubo folle               | 10      | 2014         | 2016            |
| Ottava stagione  | Tempo di guerra              | 10      | 2014         | 2016            |

## Personaggi principali

### Personaggi principali
- Ben Tennyson
- Rook Blonko
- Nonno Max
- Gwen Tennyson
- Kevin Levin
- Blukic e Driba

### Antagonisti Principali
- Prima stagione: Khyber
- Seconda stagione: Malware, Dr. Phsyco, Khyber
- Terza stagione: Incursiani, Dr. Phsyco
- Quarta stagione: Albedo, Khyber
- Quinta stagione: Zs’Skayr, Vilgax
- Sesta stagione: Rooters
- Settima stagione:
- Ottava stagione: Maltruant

## Videogiochi
Alla serie di Ben 10: Omniverse sono stati dedicati due videogiochi, il primo Ben 10: Omniverse uscito nel 2012 ed il suo seguito, Ben 10: Omniverse 2, distribuito nel 2013.

### Crossover con The Secret Saturday
Ben e Rook partono con i Saturday in missione per sconfiggere Maboul.